# Derek Bentley
Derek Bentley, född 30 juni 1933, död 28 januari 1953, var en brittisk man, betraktad som lätt mentalt störd, som dömdes till döden och hängdes för polismord. Fallet ses som ett av de mest kontroversiella rättsfallen i Storbritannien under efterkrigstiden, snuddande på justitiemord. Tillsammans med Timothy Evans och Ruth Ellis brukar Bentley citeras som avgörande i en pågående opinion mot dödsstraff, som innebar att straffet avskaffades i landet 1965. 
Mordet utfördes under ett inbrott i en lagerlokal den 2 november 1952. Hans kamrat, Christopher Craig, som var 16 år, hade medfört en revolver och hamnade vid polisens tillkomst i eldstrid, som slutade med att han dödade polismannen Sidney Miles, skottskadades och därefter föll flera meter ner i ett växthus. De två unga männen åtalades tillsammans i Old Bailey under den erkänt stränge domaren Lord Rayner Goddard, som efter fällande dom dömde Bentley till döden - det till 1957 enda tillgängliga straffet för en vuxen som dömds för uppsåtligt mord - och Craig till fängelse på obestämd tid, det strängaste straffet för en minderårig. Frågor som hett debatterades under rättegången rörde Bentleys delaktighet, då han i praktiken arresterats av tillskyndande poliskonstaplar, hans grad av förståndshandikapp och hur det påverkat hans uppsåt, samt om inbrottet, som i sig genomförts utan våld, var tillräckligt för att tillfredsställa den juridiska principen om transferred intent, som innebar att Bentley kunde hållas ansvarig för det följande dödsfallet utan att själv ha utfört brottet. Principen innebär, i typfallet, att en grupp brottslingar som tillsammans genomför ett väpnat rån samtliga kan dömas för mord om ett sådant begås, oavsett vem som avlossat ett dödande skott eller om detta ens gått att fastställa. I Bentleyfallet var det inte klart vilken grad av våld som avsetts, även om Craig medfört sig både skjut- och stickvapen, vilket stärkte åklagarens mening om avsikt att skada. Slutligen och mest omdiskuterat var Bentleys uppmaning till Craig sekunder innan det dödande skottet att "let him have it", vilket av försvarssidan tolkades som en uppmaning att överlämna vapnet och låta sig arresterats, men enligt åklagaren avsåg ett godkännande att inleda beskjutningen (jmfr. det svenska uttrycket "ge dem vad de tål"). Juryn delade denna uppfattning och fann båda skyldiga, om än med en nåderekommendation för Bentley (till livstids fängelse). Sådana beviljades som regel men måste godkännas av drottningen; i praktiken av inrikesminister. Efter en intensiv kampanj för nåd nekades dock denna, och Bentley hängdes i januari 1953, 19 år gammal. Med tiden kom fallet att ses som ett av de mest kontroversiella avrättningarna i brittisk historia och familjen Bentley inledde en långvarig kampanj för nåd, som beviljades på 1990-talet. Genom Homicide Act 1957 infördes reformer rörande ribban för sinnessjukdom och begränsning av ansvar, vilket ansågs under påverkan av fallet. 
Dramat filmatiserades i filmen Let Him Have It från 1991, där Christopher Eccleston spelar Bentley, vilket bidrog till att öka intresse i fallet. En nådeansökan beviljades slutligen postumt 1993, då Bentley varit 60 år gammal, och domen undanröjdes formellt 1998 av regeringen Blair. Avgörande var Bentleys mentala tillstånd vilket i samband med processen ansågs ha tillfredsställt hans rättsskydd otillräckligt. Craig släpptes 1963 och är fortfarande i livet, och har sett som ett troféfall för frågan om brottslingars rehabilitering i Storbritannien, då han som en tidigare ansedd psykotisk polismördare aldrig återfallit i betydande brottslighet.